# ASPTT Mulhouse Volley-Ball 2012-2013
Questa voce raccoglie le informazioni riguardanti l'ASPTT Mulhouse Volley-Ball nelle competizioni ufficiali della stagione 2012-2013.

## Organigramma societario
Area direttiva
- Presidente: Gérard Reeb

Area tecnica
- Allenatore: Magali Magail
- Allenatore in seconda: Teresa Worek

## Rosa
| N° | Nome                 | Ruolo | Data di nascita  | Nazionalità sportiva |
| -- | -------------------- | ----- | ---------------- | -------------------- |
| 1  | Tatjana Bokan        | S     | 9 aprile 1988    | Montenegro           |
| 2  | Arsela Haka          | S     | 16 maggio 1993   | Francia              |
| 3  | Yulia Ferulik        | C     | 2 gennaio 1987   | Rep. Ceca            |
| 5  | Anna Rybaczewski     | S     | 23 marzo 1982    | Francia              |
| 6  | Déborah Ortschitt    | L     | 10 giugno 1987   | Francia              |
| 7  | Alexia Djilali       | S     | 27 ottobre 1987  | Francia              |
| 8  | Delphine Nercher     | L     | 19 marzo 1992    | Francia              |
| 9  | Kama Diarra          | S     | 25 maggio 1994   | Francia              |
| 10 | Lana Dabić           | P     | 9 luglio 1992    | Serbia               |
| 11 | Armelle Faesch       | P     | 26 dicembre 1981 | Francia              |
| 12 | Isaline Sager-Weider | C     | 5 luglio 1988    | Francia              |
| 16 | Alina Albu           | C     | 6 settembre 1983 | Romania              |